# Foucarmont
Foucarmont är en kommun i departementet Seine-Maritime i regionen Normandie i norra Frankrike. Kommunen ligger i kantonen Blangy-sur-Bresle som tillhör arrondissementet Dieppe. År 2022 hade Foucarmont 804 invånare.

## Befolkningsutveckling
Antalet invånare i kommunen Foucarmont
| Referens: INSEE |